# Atypus karschi
Atypus karschi är en spindelart som beskrevs av Wilhelm Dönitz 1887. Atypus karschi ingår i släktet Atypus och familjen pungnätsspindlar. Inga underarter finns listade.